# Don Reo
Don Reo (8 de janeiro de 1946) é um escritor e produtor da televisão americana, responsável pela criação das séries Blossom e My Wife and Kids.
Produziu as séries Everybody Hates Chris, M*A*S*H, Rhoda e The Golden Girls. Sua série mais atual é The Ranch (O Rancho), da Netflix, que tem em seu elenco Elisha Cuthbert, também  Ashton Kutcher, Debra Winger, Danny Masterson, Sam Elliott.